# 막내딸
"막내딸"은 한국에서 제작된 김수용 감독의 1965년 영화이다. 신영균 등이 주연으로 출연하였고 홍의선 등이 제작에 참여하였다.

## 출연

### 주연
- 신영균
- 태현실
- 조미령

## 기타
- 조명: 손영철
- 미술: 박석인